# Odermattekvationen
Odermattekvationen är en semiempirisk ekvation som beskriver pilars penetration i monolitiskt pansar. Den används för att uppskatta penetrationsförmågan hos moderna pilprojektiler.
{\displaystyle D} penetratorns diameter [mm]
{\displaystyle L} total längd av penetrator [mm]
{\displaystyle L_{w}} arbetande längd av penetrator [mm]
{\displaystyle v_{T}} anslagshastighet [m/s]
{\displaystyle \alpha } anslagsvinkel [°] 0° är vinkelrätt mot målet
{\displaystyle \rho _{P}} penetratorns densitet [kg/m3]
{\displaystyle \rho _{T}} målets densitet [kg/m3]
{\displaystyle \sigma _{m}} målets brottgräns [MPa]
{\displaystyle P} penetrationskanalens längd [mm]
{\displaystyle {\frac {P}{L}}=ABCD}

## A beskriver inverkan av pilens slankhet
Denna term går mot 1 för långa pilar
{\displaystyle A=1+a_{1}{\frac {D}{L_{w}}}(1-{\frac {\tanh({\frac {L_{w}}{D}}-10)}{a_{2}}})}
{\displaystyle a_{1}=3.94} och {\displaystyle a_{2}=11.2} gäller för {\displaystyle {\frac {L_{w}}{D}}>10}
{\displaystyle L_{w}=L-{\frac {2L_{con}}{3}}-1.5*D}

## B beskriver inverkan av anslagsvinkeln
{\displaystyle B=cos(\alpha )^{m}}
Där {\displaystyle m=-0.225}

## C beskriver inverkan av målet och penetratorns densiteter
{\displaystyle C={\sqrt {\frac {\rho _{P}}{\rho _{T}}}}}

## D beskriver inverkan av hastighet och materialegenskaper
{\displaystyle D=e^{({\frac {-c\sigma _{m}}{\rho _{P}v_{T}^{2}}})}}
Där {\displaystyle c=22.1+0.01274*\sigma _{m}-0.00000947*\sigma _{m}^{2}}